# Ostermoor (Brunsbüttel)
Ostermoor ist ein Ortsteil von Brunsbüttel, gelegen am südlichen Ende des Nord-Ostsee-Kanals mit Industriebetrieben (u. a. Chemie, Raffinerie) und Kanalfähre.

## Geschichte
Am 1. April 1934 wurde die Kirchspielslandgemeinde Brunsbüttel aufgelöst. Alle ihre Dorfschaften, Dorfgemeinden und Bauerschaften wurden zu selbständigen Gemeinden/Landgemeinden, so auch Ostermoor.
Bis Anfang der 1970er Jahre war Ostermoor ein agrarisch geprägtes Dorf.
Im Zweiten Weltkrieg wurde Ostermoor aufgrund der Mineralölindustrie wiederholt zum Ziel amerikanischer und britischer Bomber.
Im Jahr 1956 wurden auf dem Gebiet Ostermoors bei Ausgrabungen Wohnhäuser aus dem ersten und zweiten Jahrhundert n. Chr. entdeckt.
Am 1. Januar 1970 wurde es durch Eingemeindung zum Ortsteil von Brunsbüttel. Die frühere Gemeinde hatte eine Fläche von 185 Hektar. Seit 1971 wurde das Dorf im Zuge umfangreicher Industrieansiedlung (z. B. des Kernkraftwerks Brunsbüttel und der Chemieindustrie) bis auf wenige Wohnhäuser aufgelöst. Die Bewohner siedelten überwiegend in die Nachbargemeinden um.

## Einwohnerentwicklung
| Datum      | Einw. |
| ---------- | ----- |
| 05.12.1867 | 260   |
| 01.12.1880 | 222   |
| 01.12.1890 | 293   |
| 01.12.1900 | 294   |
| 01.12.1910 | 318   |
| 08.10.1919 | 257   |
| 17.05.1939 | 274   |
| 13.09.1950 | 378   |
| 25.09.1956 | 271   |
| 06.06.1961 | 335   |

## Verkehr
Ostermoor ist vielen Autofahrern bekannt, da bis zum Bau der Hochbrücke über den Nord-Ostsee-Kanal die Querung des Kanals durch die Bundesstraße 5 mittels der Fähre in Ostermoor erfolgte. Gerade in Verkehrsspitzenzeiten führte dies des Öfteren zu längeren Wartezeiten.

## Bilder

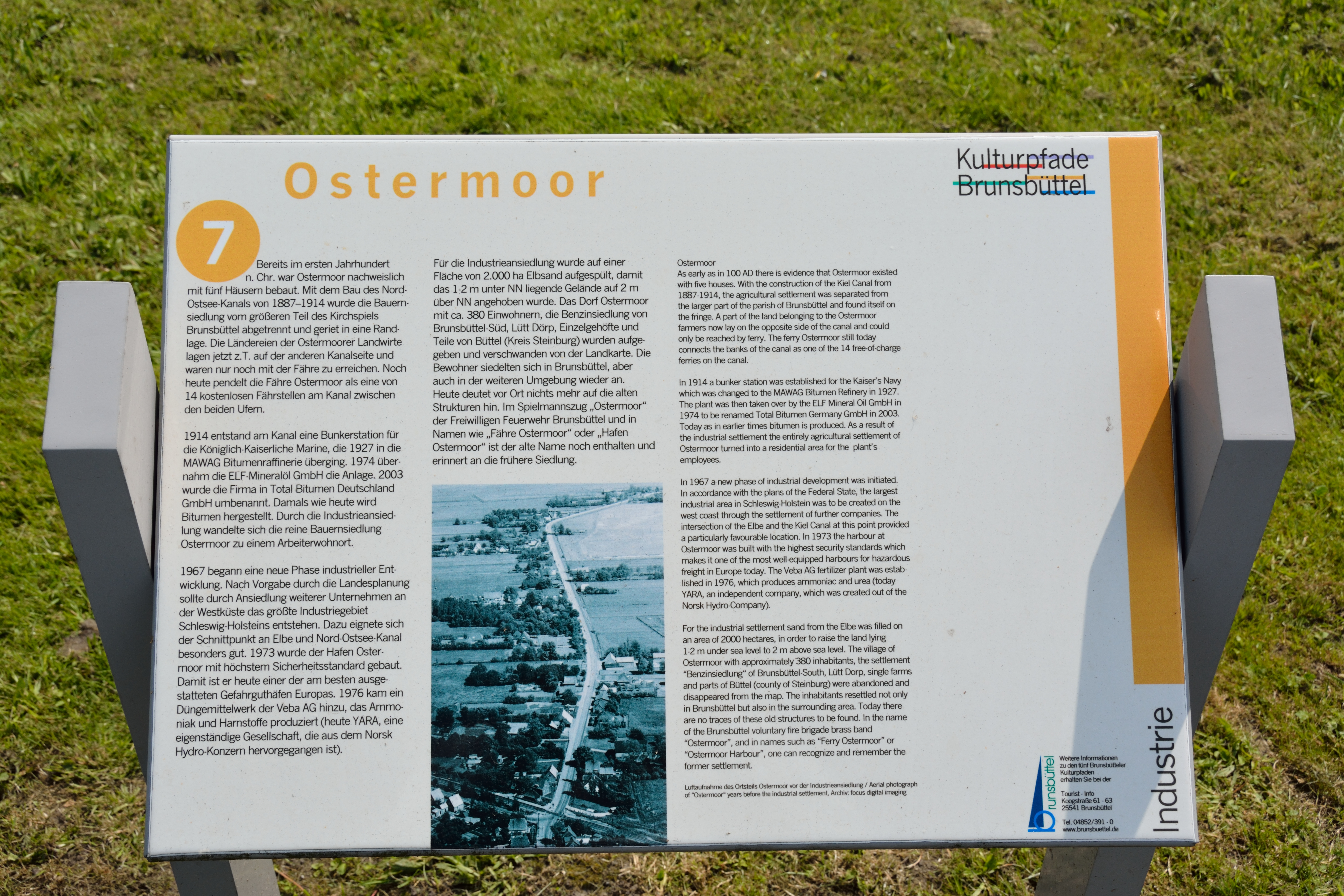
Hinweistafel auf die Geschichte des Ortes und der Fähre